# Idaea bilinea
Idaea bilinea är en fjärilsart som beskrevs av Swinhoe 1885. Idaea bilinea ingår i släktet Idaea och familjen mätare. Inga underarter finns listade i Catalogue of Life.